# WON Worst Gimmick
El Wrestling Observer Newsletter (WON) Worst Gimmick es un premio entregado anualmente por la revista de lucha libre profesional Wrestling Observer Newsletter al luchador con el peor gimmick o personaje.

## Historia
El Worst Gimmick Award, premio entregado por la Wrestling Observer Newsletter (WON), comenzó a ser entregado en 1986, el mismo año que su opuesto, el WON Best Gimmick. El primer premiado fue Adrian Adonis, quien lo ganó también en 1987, el año siguiente al mantener su personaje de homosexual, siendo el primer luchador de la World Wrestling Federation en ganarlo y el primero en ser nombrado por tener un personaje gay. 
El segundo premiado fue, en 1988, The Midnight Rider, el primer y único luchador de la Jim Crockett Promotions en ganar el premio por su gimmick de enmascarado. En 1989 le fue entregado al equipo de la World Championship Wrestling The Ding Dongs, al ser únicamente unos luchadores con unas campanas en sus trajes. Este fue el primer premio dado a luchadores de la WCW y el primero en serle entregado a un equipo. 
Después le fue entregado a Héctor Guerrero por su personaje The Gobbledygooker, pavo gigante y mascota de Survivor Series 1990 y en 1991, a Kevin Nash por su personaje basado en el Mago de Oz mientras trabajó en la WCW. Al año siguiente se lo dieron a Papa Shango, de la WWF, por su gimmick de mago vudú y los tres años siguientes se lo dieron a personajes de la WCW, Shockmaster como un soldado del espacio con un casco de un soldado clon de Star Wars, Dave Sullivan como hermano disléxico de Kevin Sullivan y a Dustin Rhodes como el crítico de cine Goldust, siendo la primera de las tres veces que Rhodes recibe el premio.
Después la WWF ganó el premio tres veces seguidas, con los falsos personajes de Kevin Nash, Scott Hall y Jeff Jarret, pues los verdaderos se habían ido la WCW, dándole por primera vez el premio a un grupo de luchadores sin ser equipo, Dustin Rhodes ganó por segunda vez el premio por el personaje de Goldust y The Oddities por su personaje de Freaks de circo y la WCW con los personajes de Power that Be (figuras de autoridad de la empresa) y Mike Awesome, el cual tenía un personaje inspirado en los setenta. Irónicamente, su gimmick era similar al de Disco Infierno, ganador del premio al mejor personaje en 1995. En el año 2001 se lo dieron a Diamond Dallas Page por su gimmick de orador motivacional.
En el 2002 le dieron el reconocimiento a The Johnsons por vestir penes gigantes; además de serle entregado el premio por segunda vez a un equipo, fue el primero que se le dio a la Total Nonstop Action Wrestling. Tras esto, desde 2003 hasta 2006, los premiados fueron luchadores de la WWE: En 2003 se lo dieron a Rico por su personaje de mánager homosexual; en 2004, a Mordecai por su personaje de zelote; en 2005, a Jillian Hall por su personaje de mujer obsesionada por ocultar sus imperfecciones faciales y en 2006, a Vito por su personaje de travestido. 
En 2007 el galardonado fue de nuevo Dustin Runnels, en la TNA, por su papel de Black Reign, su doble personalidad. Luego, las ediciones de 2008 y 2009 las volvieron a recibir luchadores de la WWE, en este caso, The Great Khali por su papel como playboy de Punjab (2008) y Hornswoggle por su papel de leprechaun (2009).
En la edición de 2010, le fue entregado de nuevo a un luchador de TNA, esta vez a Orlando Jordan, por su papel de bisexual rarito. En 2011, el premio regresó a la WWE, entregándoselo al comentarista Michael Cole por su papel como comentarista heel. En 2012 y 2013 el premio fue entregado a stable Aces & Eights de la TNA, por su papel de pandilla de motociclistas invasores. 
En 2014 y 2015, son galardonados luchadores de WWE, recayendo en Adam Rose de WWE con su personaje de balarín fiestero y en Stardust, personaje derivado de Goldust y proveniente de la "quinta dimensión". En 2016 el premio es ganado por primera vez por un luchador de New Japan Pro-Wrestling, BONE Soldier, miembro del villanesco Bullet Club que portaba una máscara de esqueleto. En el 2017 los votantes eligen a Bray Wyatt por sus diálogos crípticos y referencias a Sister Abigail, espíritu de ambigua existencia. 
Al año siguiente Baron Corbin recibe el premio por su rol de alguacil heel de la familia McMahon en Raw. En 2019, los suscriptores eligen a Shorty G, apodo que tomó Chad Gable luego que luchadores más altos hicieran continua mofa de su baja estatura.
En 2020 el más votado fue The Fiend, doble personalidad demoniaca de Bray Wyatt, quien protagonizó varias luchas de extrañas estipulaciones en el año. Curiosamente en 2019 fue votado Mejor Personaje. Con esto es el primer personaje en recibir ambos premios del WON. Su aliada Alexa Bliss, quien heredó sus poderes sobrenaturales, ganó el Premio en 2021. En 2022 el premio se lo lleva Maximum Male Models, agencia de supermodelos varones.
En 2023 Adam Cole es el primer luchador de All Elite Wrestling en ganar la votación con el personaje de The Devil, misterioso enemigo de MJF quien conspiraba en su contra. En 2024 AEW gana el Premio por segunda vez por Chris Jericho "The Learning Tree" quien hacía segmentos autoproclamándose mentor de lucha de forma altanera con las nuevas generaciones.

## Ganadores
| Año  | Ganador                                               | Promoción perteneciente              | Personaje                                 |
| ---- | ----------------------------------------------------- | ------------------------------------ | ----------------------------------------- |
| 1986 | Adrian Adonis                                         | World Wrestling Federation           | Personaje gay                             |
| 1987 | Adrian Adonis 2                                       | World Wrestling Federation (WWF)     | Personaje gay                             |
| 1988 | The Midnight Rider                                    | Jim Crockett Promotions              | Luchador misterioso                       |
| 1989 | The Ding Dongs                                        | World Championship Wrestling (WCW)   | Equipo de campaneros                      |
| 1990 | The Gobbledygooker                                    | World Wrestling Federation (WWF)     | Pavo mascota de Survivor Series           |
| 1991 | Oz                                                    | World Championship Wrestling (WCW)   | Personaje de "El maravilloso mago de Oz"  |
| 1992 | Papa Shango                                           | World Wrestling Federation (WWF)     | Sacerdote vudú                            |
| 1993 | The Shockmaster                                       | World Championship Wrestling (WCW)   | Soldado del espacio                       |
| 1994 | Dave Sullivan                                         | World Championship Wrestling (WCW)   | Hermano disléxico de Kevin Sullivan       |
| 1995 | Goldust                                               | World Wrestling Federation (WWF)     | Crítico de estrellas de cine              |
| 1996 | Falso Diesel, falso Razor Ramon y falso Real Double J | World Wrestling Federation (WWF)     | Imitadores de exluchadores de la compañía |
| 1997 | The Artist Formerly Known As Goldust2                 | World Wrestling Federation (WWF)     | Crítico de estrellas de cine              |
| 1998 | The Oddities                                          | World Wrestling Federation (WWF)     | Parias de freak show                      |
| 1999 | Powers That Be                                        | World Championship Wrestling (WCW)   | Mandamás de WCW                           |
| 2000 | Mike Awesome                                          | World Championship Wrestling (WCW)   | Flashback de los setenta                  |
| 2001 | Diamond Dallas Page                                   | World Wrestling Federation (WWF)     | Gurú de autoayuda                         |
| 2002 | The Johnsons                                          | Total Nonstop Action Wrestling (TNA) | Penes gigantes                            |
| 2003 | Rico                                                  | World Wrestling Entertainment (WWE)  | Manager gay                               |
| 2004 | Mordecai                                              | World Wrestling Entertainment (WWE)  | Zelote                                    |
| 2005 | Jillian Hall                                          | World Wrestling Entertainment (WWE)  | Chica con verruga facial                  |
| 2006 | Vito                                                  | World Wrestling Entertainment (WWE)  | Crossdresser                              |
| 2007 | Black Reign3                                          | Total Nonstop Action Wrestling (TNA) | Doble personalidad de Dustin Rhodes       |
| 2008 | The Great Khali                                       | World Wrestling Entertainment (WWE)  | Playboy de Punjab                         |
| 2009 | Hornswoggle                                           | World Wrestling Entertainment (WWE)  | Leprechaun                                |
| 2010 | Orlando Jordan                                        | Total Nonstop Action Wrestling (TNA) | Bisexual rarito                           |
| 2011 | Michael Cole                                          | World Wrestling Entertainment (WWE)  | Comentarista heel                         |
| 2012 | Aces & Eights                                         | Total Nonstop Action Wrestling (TNA) | Motociclistas invasores                   |
| 2013 | Aces & Eights 2                                       | Total Nonstop Action Wrestling (TNA) | Motociclistas invasores                   |
| 2014 | Adam Rose                                             | World Wrestling Entertainment (WWE)  | Fiestero                                  |
| 2015 | Stardust                                              | World Wrestling Entertainment (WWE)  | Luchador interestelar                     |
| 2016 | Bone Soldier                                          | New Japan Pro-Wrestling (NJPW)       | Supervillano esqueleto                    |
| 2017 | Bray Wyatt/Sister Abigail                             | WWE                                  | Orador críptico                           |
| 2018 | Baron Corbin                                          | WWE                                  | Alguacil heel de Raw                      |
| 2019 | Shorty G                                              | WWE                                  | Luchador humillado por su baja estatura   |
| 2020 | The Fiend                                             | WWE                                  | Personalidad demoniaca de Bray Wyatt      |
| 2021 | Alexa Bliss                                           | WWE                                  | Muñeca diabólica                          |
| 2022 | Maximum Male Models                                   | WWE                                  | Modelos de alta costura                   |
| 2023 | The Devil                                             | AEW                                  | Conspirador incógnito                     |
| 2024 | The Learning Tree                                     | AEW                                  | Dizque mentor creído                      |

### N° de premios por promoción
| N.º | Promoción                                              | Años |
| --- | ------------------------------------------------------ | --- |
| 23  | World Wrestling Federation / Entertainment (WWF / WWE) | 1986, 1987, 1990, 1992, 1996 1996, 1997, 1998, 2001, 2003, 2004, 2005, 2006, 2008, 2009, 2011, 2014, 2015, 2017, 2018, 2019,2020,2021, 2022 |
| 7   | World Championship Wrestling (WCW)                     | 1989, 1991, 1993, 1994, 1999, 2000 |
| 5   | Total Nonstop Action Wrestling (TNA)                   | 2002, 2007, 2010, 2012, 2013 |
| 1   | Jim Crockett Promotions (JCP)                          | 1988 |
| 1   | New Japan Pro-Wrestling (NJPW)                         | 2016 |
| 2   | All Elite Wrestling (AEW)                              | 2023, 2024 |